# Hrabstwo Shelby (Alabama)

Piramida wieku hrabstwa

Shelby – hrabstwo w stanie Alabama w USA. Populacja liczy 195 085 mieszkańców (stan według spisu z 2010 roku). Stolicą hrabstwa jest Columbiana.
Powierzchnia hrabstwa to 2097 km² (w tym 39 km² stanowią wody). Gęstość zaludnienia wynosi 94,7 osoby/km². 

## Miejscowości
- Alabaster
- Chelsea
- Columbiana
- Indian Springs Village
- Montevallo
- Helena
- Harpersville
- Pelham
- Westover
- Wilton
- Wilsonville
- Vincent

## CDP
- Brantleyville
- Brook Highland
- Dunnavant
- Highland Lakes
- Shelby
- Shoal Creek
- Sterrett
- Meadowbrook
- Vandiver